# Authon-Ébéon
Pour les articles homonymes, voir Authon.
Authon-Ébéon est une commune du Sud-Ouest de la France située dans le département de la Charente-Maritime (région Nouvelle-Aquitaine).

## Géographie

### Localisation et accès
La commune d'Authon-Ébéon se situe dans le nord-est du département de la Charente-Maritime, en région Nouvelle-Aquitaine, dans l'ancienne province de Saintonge. Appartenant au Midi de la France — on parle plus précisément de « Midi atlantique », au cœur de l'arc atlantique, elle est partie intégrante du Grand Sud-Ouest français, et est parfois également incluse dans un Grand Ouest aux contours plus flous.
Intégrée au canton de Saint-Hilaire-de-Villefranche, en marge des principaux axes routiers, elle se trouve à 10 km de Matha, 11 km de Saint-Hilaire-de-Villefranche et 21 km de Cognac.

### Communes limitrophes
| Nantillé | Sainte-Même  | Aumagne |
| Bercloux | Authon-Ébéon | Aujac   |
|          | Migron       |         |

### Géologie et relief
C'est géologiquement un plateau de calcaire fin qui date du Tithonien (anciennement nommé étage Portlandien). C'est une terre de groie.
Son vignoble est situé en appellation cognac, cru des Fins Bois.

### Hydrographie

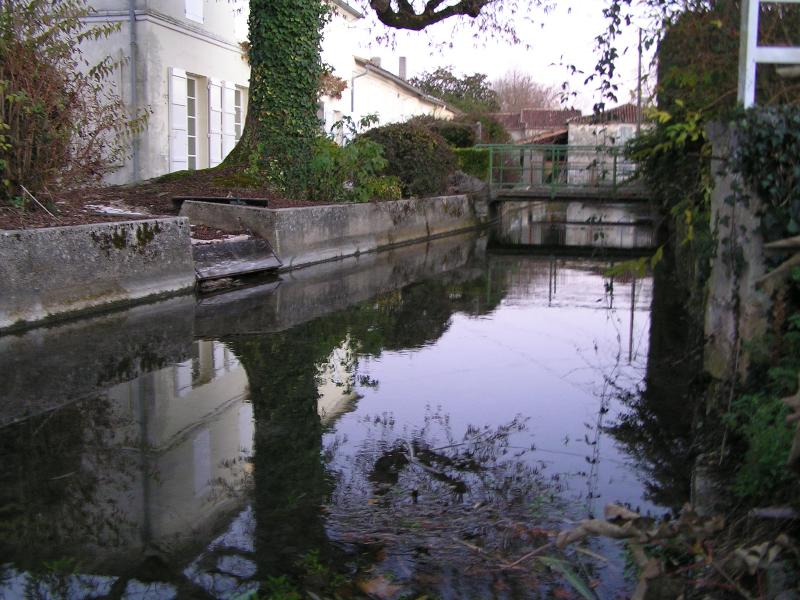
Le Dandelot à Authon.

Authon-Ébéon est dans le bassin versant de la Charente.
Une rivière, la Guienne, traverse le nord de la commune, marquant la délimitation qui séparait l'ancienne commune d'Ébéon de celle d'Authon. La Guienne coule ensuite dans l'Est de la commune sous le nom de Dandelot, passe par les douves du château (elle y fut canalisée par des moines hollandais[réf. nécessaire]), avant de rejoindre la commune de Migron, où elle rejoint l'Antenne (affluent de la Charente).

## Urbanisme

### Typologie
Au 1er janvier 2024, Authon-Ébéon est catégorisée commune rurale à habitat très dispersé, selon la nouvelle grille communale de densité à 7 niveaux définie par l'Insee en 2022.
Elle est située hors unité urbaine et hors attraction des villes,.

### Occupation des sols
L'occupation des sols de la commune, telle qu'elle ressort de la base de données européenne d’occupation biophysique des sols Corine Land Cover (CLC), est marquée par l'importance des territoires agricoles (94,7 % en 2018), une proportion sensiblement équivalente à celle de 1990 (94,9 %). La répartition détaillée en 2018 est la suivante : 
zones agricoles hétérogènes (42,6 %), terres arables (24,7 %), cultures permanentes (19,1 %), prairies (8,3 %), forêts (2,8 %), zones urbanisées (2,4 %). L'évolution de l’occupation des sols de la commune et de ses infrastructures peut être observée sur les différentes représentations cartographiques du territoire : la carte de Cassini (XVIIIe siècle), la carte d'état-major (1820-1866) et les cartes ou photos aériennes de l'IGN pour la période actuelle (1950 à aujourd'hui).

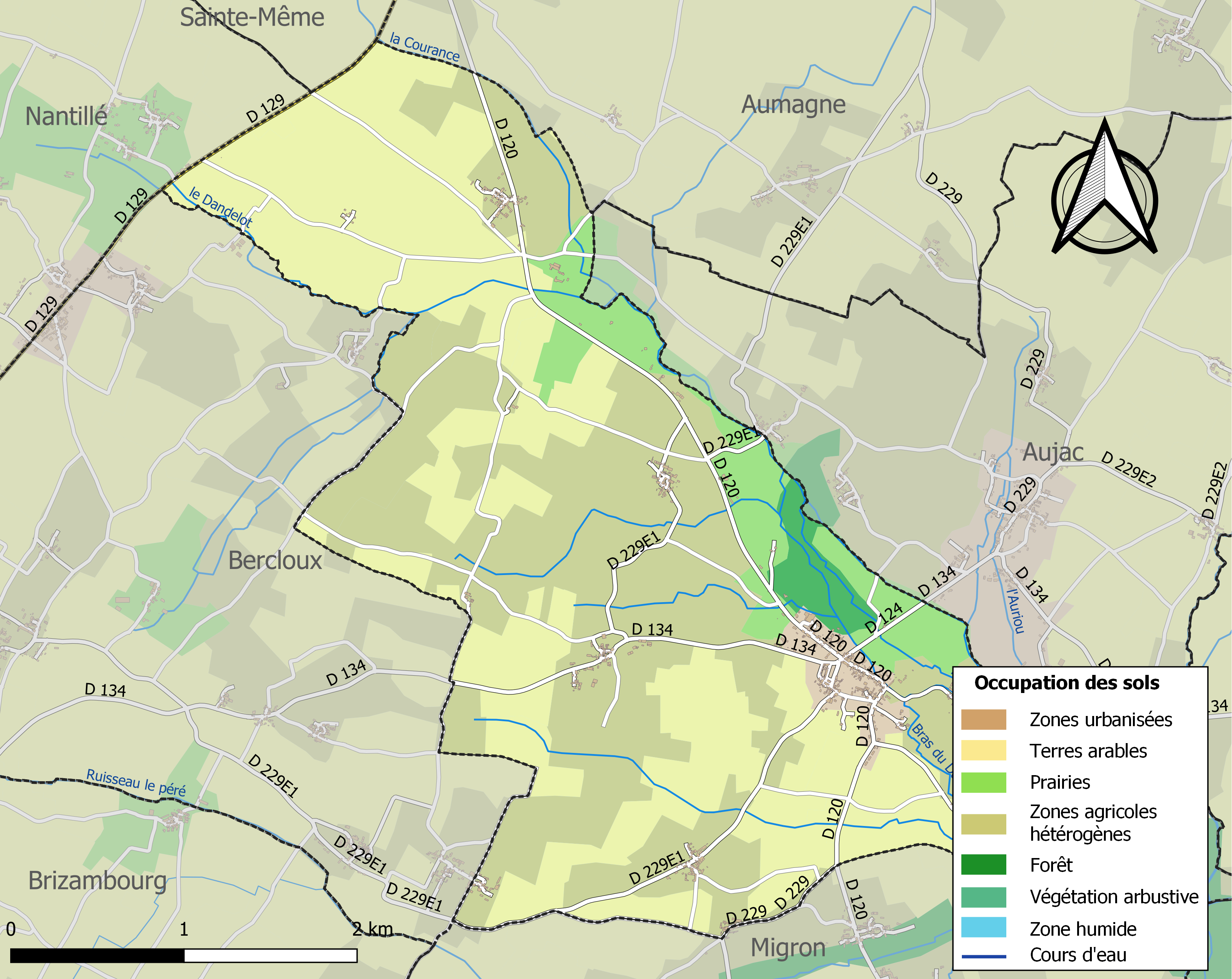
Carte des infrastructures et de l'occupation des sols de la commune en 2018 (CLC).

### Risques majeurs
Le territoire de la commune d'Authon-Ébéon est vulnérable à différents aléas naturels : météorologiques (tempête, orage, neige, grand froid, canicule ou sécheresse), inondations, mouvements de terrains et séisme (sismicité modérée). Il est également exposé à un risque technologique,  le transport de matières dangereuses. Un site publié par le BRGM permet d'évaluer simplement et rapidement les risques d'un bien localisé soit par son adresse soit par le numéro de sa parcelle.

#### Risques naturels
Certaines parties du territoire communal sont susceptibles d’être affectées par le risque d’inondation par débordement de cours d'eau. La commune a été reconnue en état de catastrophe naturelle au titre des dommages causés par les inondations et coulées de boue survenues en 1982, 1983, 1999, 2010 et 2019,.

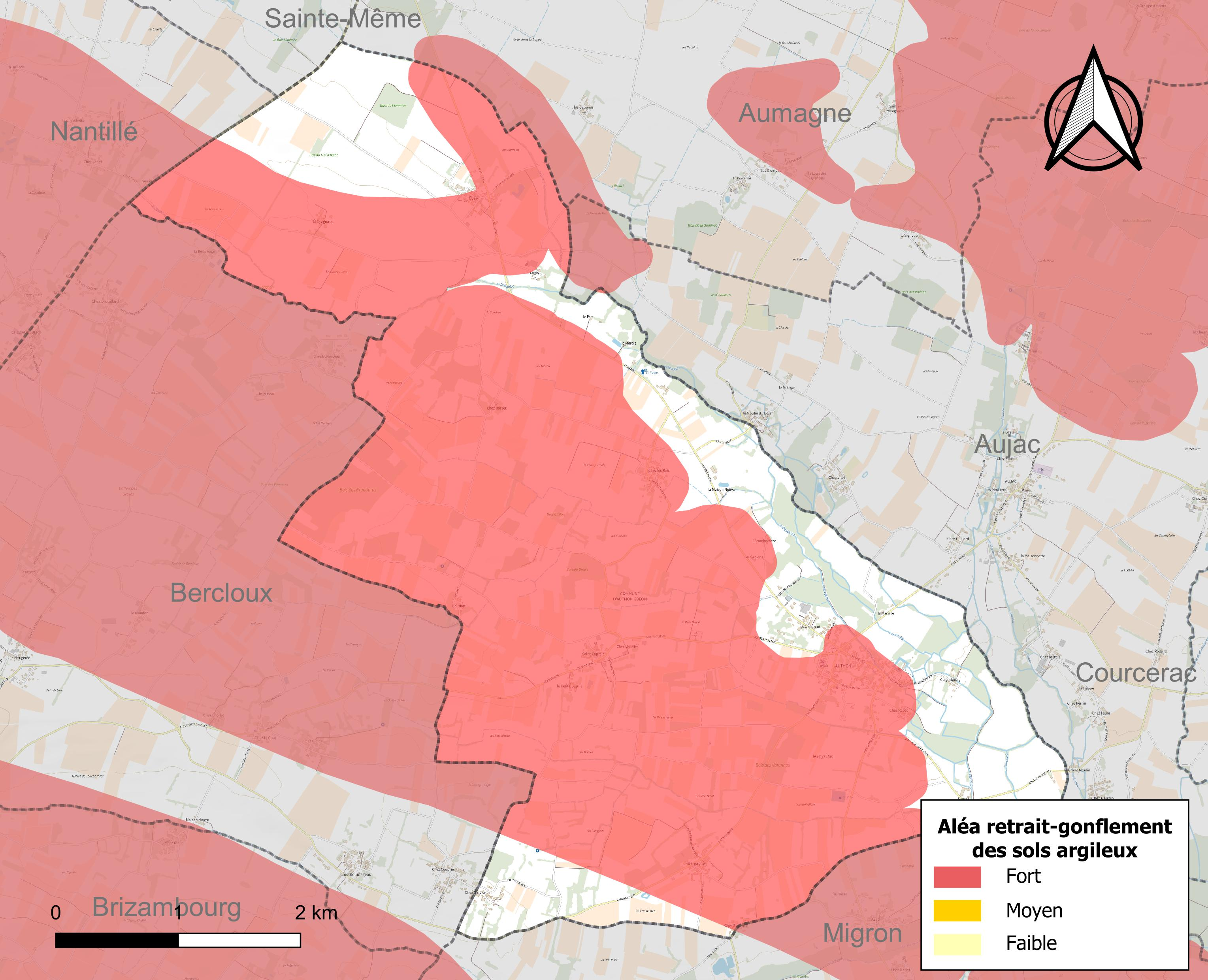
Carte des zones d'aléa retrait-gonflement des sols argileux d'Authon-Ébéon.

Les mouvements de terrains susceptibles de se produire sur la commune sont des tassements différentiels.
Le retrait-gonflement des sols argileux est susceptible d'engendrer des dommages importants aux bâtiments en cas d’alternance de périodes de sécheresse et de pluie. 73 % de la superficie communale est en aléa moyen ou fort (54,2 % au niveau départemental et 48,5 % au niveau national). Sur les 263 bâtiments dénombrés sur la commune en 2019,  199 sont en aléa moyen ou fort, soit 76 %, à comparer aux 57 % au niveau départemental et 54 % au niveau national. Une cartographie de l'exposition du territoire national au retrait gonflement des sols argileux est disponible sur le site du BRGM,.
Par ailleurs, afin de mieux appréhender le risque d’affaissement de terrain, l'inventaire national des cavités souterraines permet de localiser celles situées sur la commune.
Concernant les mouvements de terrains, la commune a été reconnue en état de catastrophe naturelle au titre des dommages causés par la sécheresse en 2003 et par des mouvements de terrain en 1983, 1999 et 2010.

#### Risques technologiques
Le risque de transport de matières dangereuses sur la commune est lié à sa traversée par une ou des infrastructures routières ou ferroviaires importantes ou la présence d'une canalisation de transport d'hydrocarbures. Un accident se produisant sur de telles infrastructures est susceptible d’avoir des effets graves sur les biens, les personnes ou l'environnement, selon la nature du matériau transporté. Des dispositions d’urbanisme peuvent être préconisées en conséquence.

## Toponymie
Sur le toponyme d'Authon, différentes hypothèses sont évoquées :
- Les formes Authon et Autun sont assez fréquentes en Gaule, et Albert Dauzat y voit la possibilité d'un type toponymique Augustodunum (cf. Augustodunum > Autun)[14] composé d'un mot gaulois dunon « hauteur fortifiée », latinisé en dunum (tandis qu'en latin on aurait utilisé le terme oppidum), précédé du nom de l'empereur Augustus> Auguste[15]. Cependant, aucune preuve archéologique ne permet de vérifier cette hypothèse.
- Selon Charles Rostaing, Authon prendrait son origine dans la désignation d'une hauteur (formé du latin altus, haut, et du gaulois dunum)[14], le gaulois -dunon signifie « forteresse ».
- Selon Ernest Nègre, il est formé sur le nom propre germanique Alto[16].

Le nom d'Ébéon pose autant question :
- Il pourrait provenir d'un Eburodunum, " la colline de l'if" ou "la colline d'Eburos", qui aurait été une place forte celte, mais dont l'existence n'est encore ici pas prouvée[réf. nécessaire].

## Histoire
Ébéon était le long de la voie romaine Saintes-Aulnay-Poitiers, d'où la présence du « fanal d'Ébéon ».
Authon était le siège d'un fief détenu par la famille d’Authon, de 1130 jusqu’en 1450. La motte castrale était à 100 mètres du château actuel.
Seguin d'Authon, vasseau des comtes de Taillebourg, est Croisé en 1130 et Roland d'Authon est compagnon de Saint Louis en Terre Sainte. Seguin qui meurt en 1395 est archevêque de Tours.
Jean d’Authon (1467-1527), est le chapelain et l'historiographe officiel du roi Louis XII et Antoine (1466-1546) est corsaire Au début du XVIIe siècle, les barons d'Authon sont sénéchaux héréditaires de Saintonge.
En 1627 Jean d’Authon est tué en duel et sa veuve Judith de Nosan met en vente la baronnie et la terre d'Ébéon qui y est rattachée. Elles sont rachetées par sa mère qui les lègue à son petit-fils.
En 1651, pendant la Fronde Condé prend le château et fait prisonnier Jean-Seguin d'Authon...
L'état des paroisses de 1686 nous annonce que la paroisse d' Authon a pour seigneur le baron d'Authon et que la paroisse d' Esbuon de 25 feux a pour seigneur monsieur de Naussay. Sur les deux paroisses et que la terre est difficile et produit deux tiers de céréales et un tiers de vin.
En 1791, Authon est pillée et incendiée et l'aile nord du château disparait.
Les communes d'Authon et d'Ébéon ont été créées en 1793, dans le département de la Charente-Inférieure qui est devenu Charente-Maritime en 1941. Elles faisaient partie du district de Saint-Jean-d'Angély puis de son arrondissement en 1801 pour passer à celui de Saintes en 1926 et revenir dans celui de Saint-Jean-d'Angély en 1943. Après avoir fait partie du canton de « Brisambourg » en 1793, elles ont intégré le canton de Saint-Hilaire-de-Villefranche en 1801.
Par arrêté préfectoral du 12 décembre 1972 prenant effet le 1er janvier 1973, Ebéon s'associe à Authon pour former la commune d'Authon-Ébéon.

## Politique et administration

### Liste des maires
| Période                                  | Période  | Identité              | Étiquette | Qualité  |
| ---------------------------------------- | -------- | --------------------- | --------- | -------- |
| 2001                                     | 2020     | Claude Boulétreau     | SE        | Retraité |
| 2020                                     | En cours | Jean-Claude Caillault |           |          |
| Les données manquantes sont à compléter. |          |                       |           |          |

Elle fait partie avec les neuf autres communes du Canton de Saint-Hilaire-de-Villefranche et la commune d'Écoyeux de la Communauté de communes du canton de Saint-Hilaire-de-Villefranche.

### Fiscalité
La fiscalité est d'un taux de 11,97 % pour la taxe d'habitation, 16,63 % sur le foncier bâti, 54,30 % sur le non bâti et 15 % de taxe professionnelle, et comme la communauté de communes  prélève sur l'ensemble des quatre taxes, respectivement 2,50 %, 4,57 %, 10,99 % et 3,24 % cela donne au total et avant que s'y ajoutent le département et la région, 14,47 % pour la taxe d'habitation, 21,20 % sur le foncier bâti, 65,29 % sur le non bâti et 18,24 % de taxe professionnelle (chiffres 2007).

## Population et société

### Démographie
Les habitants sont appelés les Authonais et Authonaises.

#### Évolution démographique

##### Démographie d'Authon
| 1800 | 1851 | 1881 | 1901 | 1911 | 1921 | 1946 | 1968 |
| ---- | ---- | ---- | ---- | ---- | ---- | ---- | ---- |
| 871  | 865  | 690  | 661  | 560  | 506  | 415  | 470  |

##### Démographie d'Ébéon
| 1800 | 1851 | 1881 | 1901 | 1911 | 1921 | 1946 | 1968 | 2007 |
| ---- | ---- | ---- | ---- | ---- | ---- | ---- | ---- | ---- |
| 88   | 106  | 68   | 111  | 96   | 73   | 66   | 56   | 40   |

Alors qu'Ébéon maintenait sa population, Authon entamait sa décroissance au XIXe siècle en perdant 24 % de sa population. Cette baisse a continué au XXe siècle et lorsque Authon a absorbé Ébéon, elles n'avaient plus que la moitié de leur population d'il y a deux siècles.

##### Démographie d'Authon-Ébéon
L'évolution du nombre d'habitants est connue à travers les recensements de la population effectués dans la commune depuis 1793. Pour les communes de moins de 10 000 habitants, une enquête de recensement portant sur toute la population est réalisée tous les cinq ans, les populations de référence des années intermédiaires étant quant à elles estimées par interpolation ou extrapolation. Pour la commune, le premier recensement exhaustif entrant dans le cadre du nouveau dispositif a été réalisé en 2008.

En 2022, la commune comptait 398 habitants, en évolution de −0,25 % par rapport à 2016 (Charente-Maritime : +4,04 %, France hors Mayotte : +2,11 %).
| 1793 | 1800 | 1806 | 1821 | 1831 | 1836 | 1841 | 1846 | 1851 |
| ---- | ---- | ---- | ---- | ---- | ---- | ---- | ---- | ---- |
| 770  | 871  | 861  | 754  | 870  | 854  | 770  | 825  | 865  |

| 1856 | 1861 | 1866 | 1872 | 1876 | 1881 | 1886 | 1891 | 1896 |
| ---- | ---- | ---- | ---- | ---- | ---- | ---- | ---- | ---- |
| 816  | 825  | 800  | 735  | 672  | 690  | 677  | 672  | 694  |

| 1901 | 1906 | 1911 | 1921 | 1926 | 1931 | 1936 | 1946 | 1954 |
| ---- | ---- | ---- | ---- | ---- | ---- | ---- | ---- | ---- |
| 661  | 655  | 560  | 506  | 505  | 467  | 442  | 415  | 500  |

| 1962 | 1968 | 1975 | 1982 | 1990 | 1999 | 2006 | 2008 | 2013 |
| ---- | ---- | ---- | ---- | ---- | ---- | ---- | ---- | ---- |
| 470  | 470  | 477  | 512  | 460  | 407  | 390  | 386  | 395  |

| 2018 | 2022 | - | - | - | - | - | - | - |
| ---- | ---- | - | - | - | - | - | - | - |
| 382  | 398  | - | - | - | - | - | - | - |

#### Pyramide des âges
La population de la commune est relativement âgée.
En 2018, le taux de personnes d'un âge inférieur à 30 ans s'élève à 29,6 %, soit au-dessus de la moyenne départementale (29 %). À l'inverse, le taux de personnes d'âge supérieur à 60 ans est de 35,6 % la même année, alors qu'il est de 34,9 % au niveau départemental.
En 2018, la commune comptait 187 hommes pour 195 femmes, soit un taux de 51,05 % de femmes, légèrement inférieur au taux départemental (52,15 %).
Les pyramides des âges de la commune et du département s'établissent comme suit.
| Hommes | Classe d’âge | Femmes |
| ------ | ------------ | ------ |
| 1,1    | 90 ou +      | 0,5    |
| 10,7   | 75-89 ans    | 11,3   |
| 22,5   | 60-74 ans    | 25,1   |
| 20,9   | 45-59 ans    | 16,9   |
| 15,0   | 30-44 ans    | 16,9   |
| 13,9   | 15-29 ans    | 12,8   |
| 16,0   | 0-14 ans     | 16,4   |

| Hommes | Classe d’âge | Femmes |
| ------ | ------------ | ------ |
| 1,1    | 90 ou +      | 2,6    |
| 10,1   | 75-89 ans    | 12,6   |
| 22     | 60-74 ans    | 23,2   |
| 20,1   | 45-59 ans    | 19,7   |
| 16,1   | 30-44 ans    | 15,6   |
| 15,2   | 15-29 ans    | 12,7   |
| 15,4   | 0-14 ans     | 13,6   |

## Économie
Un commerce de balais a existé au XIXe siècle.
Actuellement l'économie est agricole avec la vigne, les pépinières, les cultures biologiques et les bovins sur prairies.
La foire mensuelle est le troisième lundi.
La commune comprend 145 actifs avec un taux de chômage de 12,7 %.
Les 145 actifs ayant un emploi sont 81 hommes et 64 femmes dont 98 sont salariés et 47 non salariés.

## Équipements et services
L'école primaire est place de l'Église à Authon.
Il y a une agence postale, rue de la Poste à Authon.
Les médecins et infirmiers les plus proches sont à Matha. Les cliniques et les hôpitaux sont à Cognac, Saint-Jean-d'Angély et Saintes.

## Vie locale
La fête des vendanges qui a lieu le dernier dimanche d'octobre.

## Culture locale et patrimoine

### Lieux et monuments

#### Période gallo-romaine

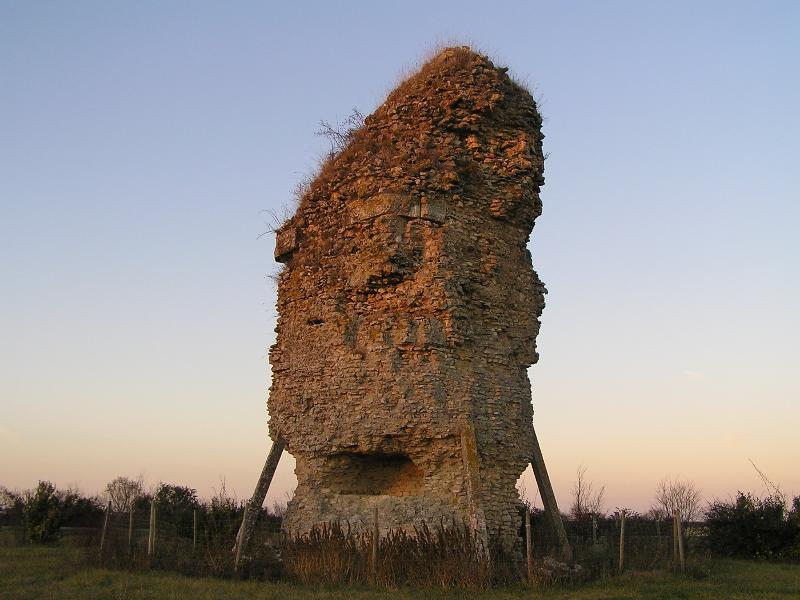
Le fanal d'Ébéon.

Le fanal d'Ebéon, dit la Pyramide, situé au lieu-dit Bois-Charmand, est un vestige gallo-romain construit au IIIe siècle le long de la voie gallo-romaine. Ce monument dont la nature réelle est indéterminée (fanal ou pile funéraire ?) se présente encore comme un bloc de maçonnerie de 16 mètres de haut et de 6 mètres de diamètre. Il a fait l’objet d’un classement au titre des monuments historiques.
Suivant une légende, ce serait l'œuvre de fées, trois « dames » qui le construisirent en une nuit. Elles se servaient d'un  marteau enchanté qu'elles se renvoyaient l'une à l'autre à travers les airs. La plus jeune le prit en plein front et fut tuée.

#### Moyen Âge
Vestiges de cimetières mérovingiens.
Vestiges de motte féodale.
L'église Notre-Dame de l'Assomption est une église fortifiée avec courtine, chemin de ronde, créneaux, clocher-donjon et bretèche. Sa construction s'est effectuée en deux étapes, au XIIe siècle, puis au  XVe siècle période où elle a été fortifiée. La façade comporte deux plateformes crénelées au niveau de ses contreforts d'angles, reliées par un passage crénelé et muni d'archères cruciformes. Le chevet plat a lui aussi un couronnement crénelé.
Elle présente des peintures murales du XIXe siècle. Elle est classée monument historique depuis le 13 avril 1907.

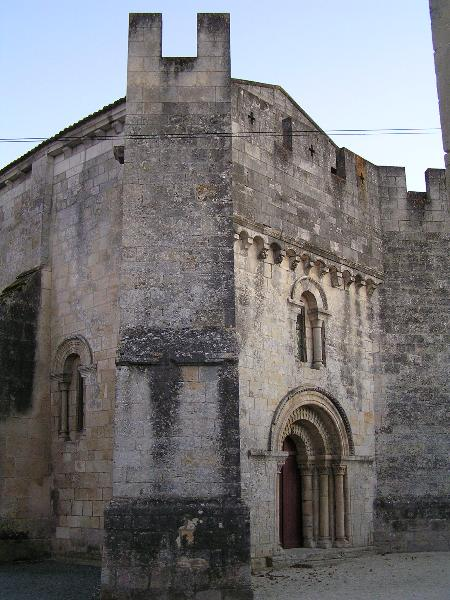
L'église d'Authon.
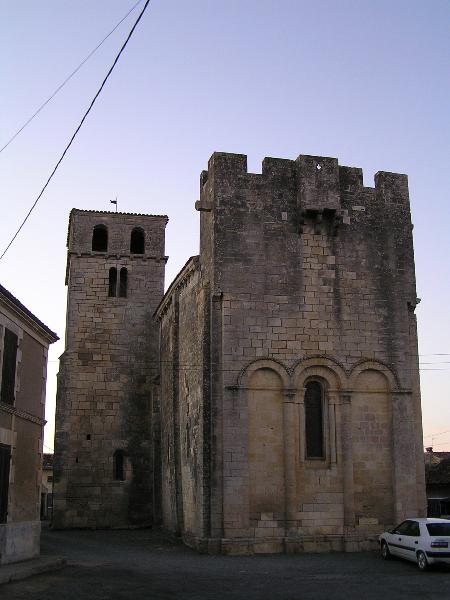
L'église d'Authon.
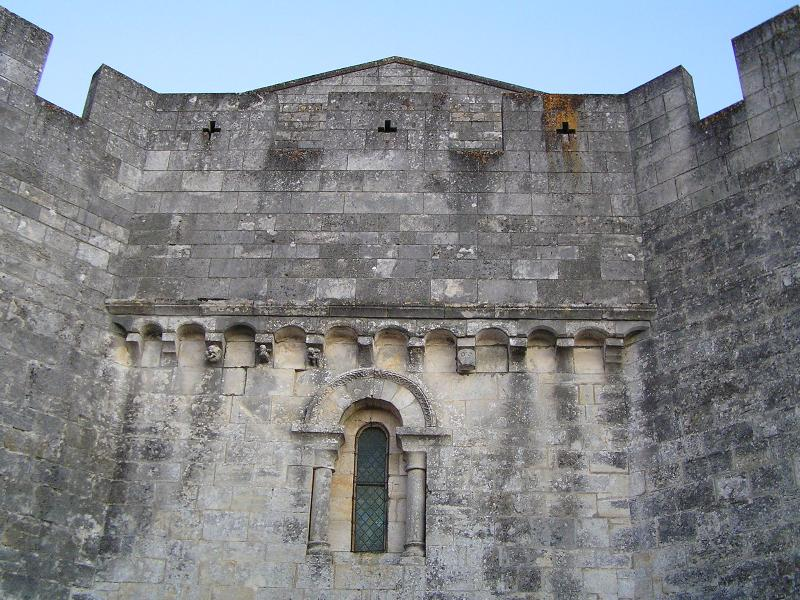
L'église d'Authon.

#### XVIesiècleà nos jours
Le château d'Authon, entouré de douves alimentées par le Dandelot, est une construction du XVIe siècle en grande partie remanié les siècles suivant. La  tour des gardes et la porte d'entrée du château datent de 1580, et le pavillon d'angle à fenêtres à meneaux de 1606.
Il a été inscrit au titre des monuments historiques le 27 avril 1972 (façades et toitures de la tour des gardes et porte d'entrée du manoir)
Ses jardins entourés d'eau sont au pré-inventaire des jardins remarquables. Ils comportent un potager médiéval.
Le moulin de Guignebourg est situé en aval.
L'église d'Ebéon qui est récente, présente une façade à pignon.

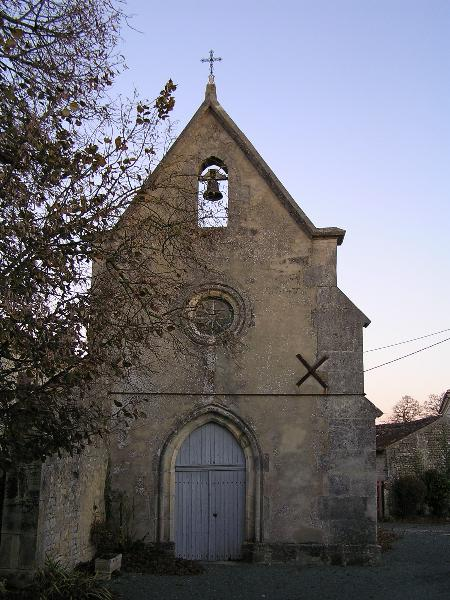
L'église d'Ébéon.
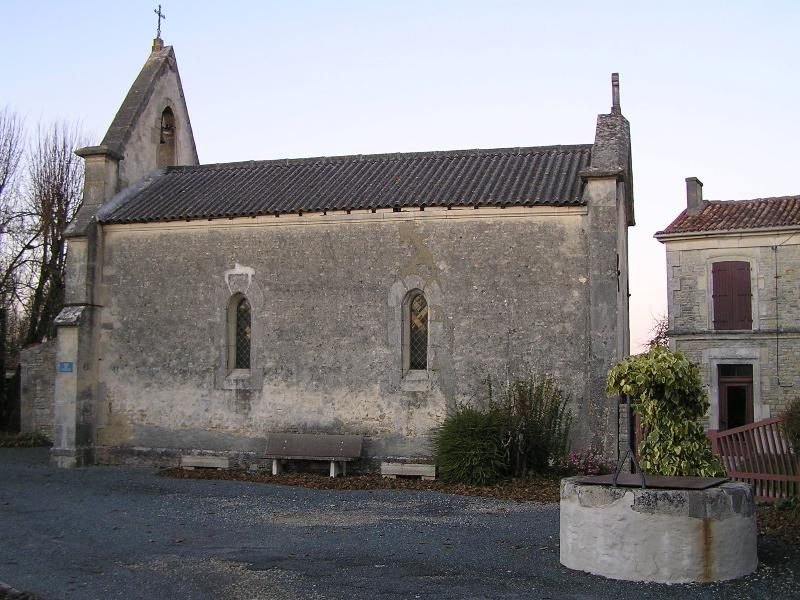
L'église d'Ébéon.

### Personnalités liées à la commune
- Seguin d'Authon (-1395), archevêque de Tours, patriarche latin d'Antioche.
- Jehan d'Authon (1466-1528), chapelain et historiographe officiel du roi Louis XII.
- Colette Chaigneau, femme politique française, députée de la 1re circonscription de la Charente-Maritime du 24 Juillet 1981 au 1 Avril 1986